# Tim Squyres
Tim Squyres, né le 29 mars 1959 à Wenonah (New Jersey), est un monteur américain.

## Biographie
Il est le frère de Steve Squyres, professeur d'astronomie à l'université Cornell, où tous deux ont fait leurs études. Il a commencé à travailler dans le cinéma en 1986 comme technicien du son avant de passer au montage en 1991. Il est membre de l'American Cinema Editors et est le monteur habituel des films d'Ang Lee. Il a été nommé en 2001 pour l'Oscar et le BAFTA du meilleur montage pour Tigre et Dragon et de nouveau en 2013 à ces deux mêmes prix avec L'Odyssée de Pi.

## Filmographie
- 1991 : Blowback de Marc Levin
- 1992 : Pushing Hands d'Ang Lee
- 1993 : Garçon d'honneur d'Ang Lee
- 1994 : Salé sucré d'Ang Lee
- 1994 : Scenes from the new world de Gordon Eriksen et Heather Johnston
- 1995 : Raison et sentiments d'Ang Lee
- 1997 : Ice Storm d'Ang Lee
- 1998 : Lulu on the Bridge de Paul Auster
- 1999 : Chevauchée avec le diable d'Ang Lee
- 1999 : Un agent très secret (série TV, un épisode)
- 2000 : Tigre et Dragon d'Ang Lee
- 2001 : The hire : chosen d'Ang Lee
- 2001 : Gosford Park de Julian Fellowes
- 2003 : Hulk d'Ang Lee
- 2005 : Syriana de Stephen Gaghan
- 2006 : Hollywoodland d'Allen Coulter (monteur consultant)
- 2007 : La Vie intérieure de Martin Frost de Paul Auster
- 2007 : Lust, caution d'Ang Lee
- 2008 : Rachel se marie de Jonathan Demme
- 2009 : Hôtel Woodstock d'Ang Lee
- 2010 : The wonderful Maladys (TV)
- 2013 : L'Odyssée de Pi d'Ang Lee
- 2013 : A master builder de Jonathan Demme
- 2014 : Un amour d'hiver (Winter's Taled) d'Akiva Goldsman
- 2014 : Invincible d'Angelina Jolie
- 2016 : Un jour dans la vie de Billy Lynn d'Ang Lee
- 2019 : Opération Brothers de Gideon Raff
- 2019 : Gemini Man d'Ang Lee
- 2022 : Eaux profondes (Deep Water) d'Adrian Lyne